# Tiit Riisalo
Tiit Riisalo, född 17 februari 1967, är en estnisk statstjänsteman och politiker för Estland 200. Sedan 17 april 2023 är han Estlands ekonomi- och IT-minister i Kaja Kallas tredje regering. Han var från 2012 till 2015 partisekreterare för det liberalkonservativa partiet Förbundet Fäderneslandet och Res Publica och gick senare istället med i det nybildade liberala partiet Estland 200.

## Biografi

### Utbildning
Riisalo växte upp i Estniska SSR och tog gymnasieexamen från Tallinns Centralskola nummer 21 år 1985. Åren 1985 till 1987 gjorde han militärtjänst i Sovjetarmén och studerade därefter kemi vid Tartu universitet åren 1988 till 1991. Från 1992 till 1995 studerade han offentlig administration vid Tartu universitet och University of North Carolina.
År 2011 studerade han socialpsykologi vid Stanford University och New York University i USA.

### Tjänstemannakarriär
Riisalo var rådgivare till Europeiska banken för återuppbyggnad och utveckling mellan 1996 och 1999. Från 2001 till 2002 var han ställföreträdande generaldirektör för det estniska veterinär- och livsmedelsverket. Åren 2002 till 2008 var han utvecklings- och marknadsföringsdirektör i Go Group-koncernen (Edelarauttee, EVR Ekspress och Go Travel). Åren 2008 till 2010 arbetade han som kommissionär på Världsutställningen 2010 i Shanghai.
Riisalo har haft många styrelse- och rådgivaruppdrag. Från 2005 till 2008 satt han i styrelsen för GoTravel och från 2007 till 2009 var han medlem av styrelsen för stiftelsen Enterprise Estonia. Han har också varit styrelseledamot för Tallinns hamnbolag och för Tallinns flygplatsbolag. År 2016 blev han styrelseledamot för det statliga järnvägsbolaget Eesti Raudtee. 
Från oktober 2016 till oktober 2021 var han chef för Estlands presidents kansli, under president Kersti Kaljulaid.

### Ideella engagemang
Riisalo är medlem av Estniska studentförbundet sedan 1988 och var förbundets ordförande 1990. 
Från 1999 till 2001 var han projektledare för segelklubben Thetis projekt "Estniska flaggan runt jorden", där han också var andre styrman för segelbåten Lennuk under dess jorden runt-segling. Sedan 2003 är han medlem av det estniska hemvärnet och ställföreträdande chef för Tallinn Maleva norra kompani. Han är också sedan dess medlem av det estniska reservofficersförbundet och satt i styrelsen fram till 2006. 
Sedan 2015 är han engagerad i sjöräddningssällskapet i Tallinn.

### Politiska uppdrag
Riisalo var medlem av Förbundet Fäderneslandet och Res Publica (nuvarande Isamaa) från 2012 till 2016 och var under åren 2012 till 2015 partiets generalsekreterare.

## Familj och privatliv
Tiit Riisalo är sedan 1999 gift med Signe Riisalo. Paret träffades 1999 på segelbåten Lennuk under en världsomsegling.
Riisalo är bland annat aktiv inom längdskidåkning, orientering och löpning. Han är även medlem av Kalevi Yacht Club och har blivit estländsk mästare i havssegling.